# Johann Christian Rindt
Johann Christian Rindt (auch: Rind) (* 19. Dezember 1672 in Hatzfeld (Eder); † 1744 in Schönstadt) war ein deutscher Orgelbauer des Barocks, der in Hessen wirkte. Von ihm ist nur noch seine Orgel in Hatzfeld im Wesentlichen erhalten, die eine der ältesten spielbaren Orgeln in Hessen ist.

## Leben
Johann Christian Rindt war Sohn von Johannes (um 1635–1691) und Johanna Katharina Rindt (1642–1725). Gelegentlich wird er auch als Johann Sebastian Rindt bezeichnet, was auf eine neu gefasste Inschrift zurückzuführen ist, deren ursprüngliche Buchstaben vermutlich nicht mehr genau identifiziert werden konnten. Er hatte mit seiner Frau Anna Gertrud mindestens zehn Kinder, von denen vier getauft wurden; nur der Sohn Johann Heinrich (* 1698 in Hatzfeld) starb nicht als Kind.
Bei wem Rindt den Orgelbau erlernt hat, ist nicht gesichert. Vermutet wird, dass Georg Wagner sein Lehrmeister war. Er übersiedelte 1699 nach Schönstadt, wo er eine neue Orgel baute, und wurde dort spätestens 1701 Schulmeister und Organist. Sein Schwiegersohn Gabriel Irle (* 1705) ging ihm zur Hand und übernahm nach Rindts Tod die Schönstadter Werkstatt und auch dessen Amt als Schulmeister. Rindt wurde am 13. März 1744 in Schönstadt begraben.

## Werk
Von Johann Christian Rindt sind verschiedene Neubauten kleiner Orgelwerke und Reparaturen nachgewiesen.  Im Jahr 1725 reichte Rindt vier Dispositionsentwürfe für die Marburger Elisabethkirche ein, die aber nicht zur Ausführung kamen. Seine Orgeln sind in der Regel einmanualige Werke ohne selbstständiges Pedal. Die erhaltenen Prospekte sind reichlich mit Schnitzwerk versehen, insbesondere das seitliche Schleierwerk (die „Orgelohren“). Das Gehäuse ist mit Motiven prächtig bemalt. In Caldern und Hatzfeld sind die Mittelpfeifen der Pfeifenfelder ziseliert und mit Goldmasken versehen (in Hatzfeld wurde die Bemalung später entfernt).

## Werkliste
Kursivschreibung gibt an, dass die Orgel nicht oder nur noch das historische Gehäuse erhalten ist. In der fünften Spalte bezeichnet die römische Zahl die Anzahl der Manuale, ein großes „P“ ein selbstständiges Pedal, ein kleines „p“ ein nur angehängtes Pedal. Die arabische Zahl gibt die Anzahl der klingenden Register an. Die letzte Spalte bietet Angaben zum Erhaltungszustand oder zu Besonderheiten.
| Jahr             | Ort           | Kirche              | Bild | Manuale | Register | Bemerkungen |
| ---------------- | ------------- | ------------------- | ---- | ------- | -------- | --- |
| 1696             | Amönau        | Ev. Kirche          |      | I       | 5        | drei Register von Rindt, zwei von Orgelbauer Siegfried aus Kirchhain; 1833 nach Ginseldorf überführt, nicht erhalten |
| 1699             | Schönstadt    | Martinskirche       |      |         |          | fünfachsiger Prospekt mit drei Rundtürmen und zwei Flachfeldern; nicht erhalten |
| 1701–1702        | Caldern       | Nikolaikirche       |      | I       |          | Zuschreibung an Rindt; Prospekt mit reichem Schnitzwerk, bemaltem Gehäuse und mit ziselierten und goldenen Masken versehenen mittleren Pfeifen der drei Spitztürme erhalten; 1900 und 1978 Neubauten hinter historischem Prospekt mit originalem Principal 4′ |
| 1704             | Bromskirchen  | Ev. Kirche          |      | I       | 7        | Zuschreibung (oder von Gebr. Reinecke?); Prospekt mit Zimbelsternen erhalten |
| 1706             | Hatzfeld      | Emmauskapelle       |      | I       | 7        | unter Verwendung älteren Materials; Standort bis 1868 in der Hatzfelder Stadtkirche; vier Register erhalten, Rest 1982–1984 durch Gerald Woehl rekonstruiert → Orgel der Emmauskapelle (Hatzfeld)                                                             |
| 1711             | Großseelheim  | Ev. Kirche          |      | I       |          | nicht erhalten, Disposition unbekannt |
| 1719/20          | Ziegenhain    | Stadtkirche         |      |         |          | Reparatur; nicht erhalten |
| um 1725          | Wallau (Lahn) | Ev. Kirche          |      | I       | 7        | nicht erhalten |
| 1730             | Grüsen        | Ev. Kirche          |      | I/P     | 12       | Neubau; Anfang 1840er Jahre nach Heimbach verkauft, nicht erhalten |
| 1732             | Elnhausen     | Ev. Kirche          |      | I       | 8        | nicht erhalten |
| 1742             | Echzell       | Ev. Kirche          |      | I/P     | 14       | wesentlich von Irle gebaut und 1751 von ihm vollendet; nur Prospekt erhalten |
| 1742             | Gilserberg    | Ev. Kirche          |      |         |          | Reparatur einer gebrauchten Orgel aus Löhlbach und Überführung nach Gilserberg; nicht erhalten |
| 1743/44          | Treysa        | Ev. Kirche          |      |         |          | wesentlich von Irle gebaut und 1751 von ihm vollendet; nicht erhalten |
| 1744? (um 1730?) | Fronhausen    | Evangelische Kirche |      |         |          | 1900 ersetzt |

## Aufnahmen/Tonträger
- Roland Götz spielt an der Rindt-Orgel (1706) zu Hatzfeld/Eder. studio XVII augsburg 96503 (Werke von S. Scheidt).
- Orgeln in Hessen aus vier Jahrhunderten. Bauer Studios SACD 9088-3 (Reinhardt Menger in Worfelden, Hatzfeld, Nieder-Moos, Biebesheim und Frankfurt am Main. Cantate Domino).